# Combinado nórdico nos Jogos Olímpicos de Inverno de 1984
O combinado nórdico nos Jogos Olímpicos de Inverno de 1984 consistiu de um único evento disputado por homens em Sarajevo, na então Iugoslávia.

## Medalhistas
| Ouro   | NOR Tom Sandberg      |
| Prata  | FIN Jouko Karjalainen |
| Bronze | FIN Jukka Ylipulli    |

## Resultados
| Posição           | Atleta                   | Pontos  |
| ----------------- | ------------------------ | ------- |
| Medalha de ouro   | NOR Tom Sandberg         | 422,595 |
| Medalha de prata  | FIN Jouko Karjalainen    | 416,900 |
| Medalha de bronze | FIN Jukka Ylipulli       | 410,825 |
| 4                 | FIN Rauno Miettinen      | 402,970 |
| 5                 | FRG Thomas Müller        | 401,995 |
| 6                 | URS Aleksandr Prosvirnin | 400,185 |
| 7                 | GDR Uwe Dotzauer         | 397,780 |
| 8                 | FRG Hermann Weinbuch     | 397,390 |
| 9                 | AUT Klaus Sulzenbacher   | 394,570 |
| 10                | NOR Geir Andersen        | 393,155 |
| 11                | NOR Hallstein Bøgseth    | 391,100 |
| 12                | URS Sergey Chervyakov    | 388,345 |
| 13                | USA Kerry Lynch          | 388,165 |
| 14                | URS Aleksandr Mayorov    | 387,330 |
| 15                | GDR Gunter Schmieder     | 385,755 |
| 16                | GDR Andreas Langer       | 384,980 |
| 17                | USA Pat Ahern            | 384,620 |
| 18                | FRG Dirk Kramer          | 380,245 |
| 19                | NOR Espen Andersen       | 378,515 |
| 20                | JPN Takahiro Tanaka      | 378,175 |
| 21                | JPN Toshiaki Maruyama    | 373,465 |
| 22                | TCH Ján Klimko           | 366,235 |
| 23                | URS Ildar Garifullin     | 355,825 |
| 24                | FRG Hubert Schwarz       | 355,100 |
| 25                | TCH Vladimír Frák        | 349,000 |
| 26                | SUI Walter Hurschler     | 348,740 |
| 27                | YUG Robert Kaštrun       | 334,090 |
| 28                | USA Mike Randall         | 320,950 |